# Cathédrale du Sacré-Cœur de Gaoua
Pour les articles homonymes, voir Cathédrale du Sacré-Cœur.
La cathédrale Sacré-Cœur à Gaoua, est la cathédrale du Diocèse de Gaoua.

## Historique
L'église est construite en 1960 et, devient une cathédrale lors de la création du diocèse de Gaoua, le 30 novembre 2011 par Benoît XVI. Le premier évêque du nouveau diocèse est le père Modeste Kambou,.